# エディンバラ・ラグビー
エディンバラ・ラグビー（英: Edinburgh Rugby）は、スコットランド・エディンバラに本拠地を置くラグビーユニオンクラブである。スタジアムはエディンバラ・ラグビー・スタジアム。

## 歴史
1872年創設。
2001年、同年に創設されたケルティックリーグ（現・ユナイテッド・ラグビー・チャンピオンシップ）に参加。プロ14における最高成績は2008シーズンの2位であった。

## スコッド
2024-25シーズンのスコッド（2024年8月現在）
| フッカー - イワン・アシュマン - デイヴ・チェリー - パトリック・ハリソン プロップ - ポール・ヒル - ロビン・ヒスロップ - ダルシー・ラエ - ピエール・スクーマン - ジャヴァン・セバスチャン - ボアン・ガンター - アンガス・ウィリアムズ ロック - ロブ・カルミシェル(Rob Carmichael) - グラント・ギルクリスト - ジェミー・ホドグソン - サム・スキナー - マーシャル・サイクス - グレン・ヤング | フランカー/No.8 - マグナス・ブラッドベリー - コナー・ボイル - ルーク・クロスビー - トム・ドッド - ベン・マンカスター - ジェイミー・リッチー - ハミッシュ・ワトソン スクラムハーフ - アリ・プライス - チャーリー・シエル - ベン・ヴェラコット フライハーフ - ベン・ヒーリー - カーミー・スコット(Cammy Scott) - ロス・トンプソン | センター - マーク・ベネット - マット・カーリー - ジェームズ・ラング - マット・スコット - モセセ・トゥイプロトゥ ウイング - ウェス・ゴーセン - ダーシー・グレアム - ロス・マッカン - ネイサン・スウィーニー(Nathan Sweeney) - ドゥーハン・ファン・デル・メルヴァ フルバック - エミリアノ・ボフェッリ - ハリー・パターソン |
| | | |
| は共同キャプテン。 | | |

## 歴代所属選手
- トッド・ブラックアダー(Todd Blackadder)…ニュージーランド代表12キャップ、ニュージーランド代表元主将。
- マイク・ブレア(Mike Blair)…スコットランド代表85キャップ、スコットランド代表元主将。
- アレキ・ルツイ(Aleki Lutui)…トンガ代表38キャップ、現在はアンプティルRUFCに所属。
- アラスデア・ストロコッシュ(Alasdair Strokosch)…スコットランド代表47キャップ、2011・2015年W杯出場。
- フレーザー・ブラウン(Fraser Brown)…スコットランド代表50キャップ、現在はグラスゴー・ウォリアーズに所属。
- リー・ジョーンズ(Lee Jones)…スコットランド代表10キャップ、現在はグラスゴー・ウォリアーズに所属。
- サム・イダルゴ＝クライン(Sam Hidalgo-Clyne)…スコットランド代表12キャップ、現在はレオンに所属。
- ケビン・ブライス(Kevin Bryce)…スコットランド代表3キャップ、2015年W杯出場。
- ロス・フォード(Ross Ford)…スコットランド代表111キャップ、2007・2011・2015年W杯出場、スコットランド代表最多キャップ。
- ライアン・グラント(Ryan Grant)…スコットランド代表25キャップ、2015年W杯出場。
- グレイグ・レイドロー(Greig Laidlaw)…スコットランド代表76キャップ、現在はASMクレルモン・オーヴェルニュに所属。
- ジェームズ・ヒルターブランド(James Hilterbrand)…アメリカ合衆国代表20キャップ、2019年W杯出場。
- デビッド・デントン(David Denton)…スコットランド代表42キャップ、2015年W杯出場。
- ティム・ビッサー(Tim Visser)…スコットランド代表33キャップ、2015年W杯出場。
- ジョン・ハーディー(John Hardie)…スコットランド代表16キャップ、現在はニューカッスル・ファルコンズに所属。
- ジョーダン・レイ(Jordan Lay)…サモア代表20キャップ、現在はブリストル・ベアーズに所属。
- マーク・ロバートソン(Mark Robertson)…リオ五輪の7人制イギリス代表で銀メダル獲得。
- ネタニ・タレイ(Netani Talei)…フィジー代表33キャップ、2007・2011・2015年W杯3大会出場。
- ナシ・マヌ(Nasi Manu)…トンガ代表6キャップ、現在はベネットン・ラグビーに所属。
- ダンカン・ウィアー(Duncan Weir)…スコットランド代表28キャップ、現在はウスター・ウォリアーズに所属。
- アラスデア・ディッキンソン(Alasdair Dickinson)…スコットランド代表58キャップ、2011年・2015年W杯出場。
- アラン・デル(Allan Dell)…スコットランド代表32キャップ、現在はロンドン・アイリッシュに所属。
- ジョージ・ターナー(George Turner)…スコットランド代表9キャップ、現在はグラスゴー・ウォリアーズに所属。
- フィル・バーリー(Phil Burleigh)…スコットランド代表1キャップ、現在は九州電力キューデンヴォルテクスに所属。
- フアン・パブロ・ソシーノ(Juan Pablo Socino)…アルゼンチン代表4キャップ、現在はCRエル・サルヴァドールに所属。
- ジョン・バークリー(John Barclay)…スコットランド代表76キャップ、2007・2011・2019年W杯3大会出場。
- マット・スコット(Matt Scott)…スコットランド代表39キャップ、現在はレスター・タイガースに所属。
- シモン・ベルクハーン(Simon Berghan)…スコットランド代表31キャップ、現在はグラスゴー・ウォリアーズに所属。
- ピエトロ・チェッカレリ(Pietro Ceccarelli)…イタリア代表31キャップ、現在はUSAペルピニャンに所属。
- ジェイミー・バッティ(Jamie Bhatti)…スコットランド代表16キャップ、現在はグラスゴー・ウォリアーズに所属。
- ローリー・サザーランド(Rory Sutherland)…スコットランド代表16キャップ、現在はウスター・ウォリアーズに所属。
- ベン・トゥーリス(Ben Toolis)…スコットランド代表26キャップ、現在は花園近鉄ライナーズに所属する。
- マグナス・ブラッドベリー(Magnus Bradbury)…スコットランド代表26キャップ、現在はブリストル・ベアーズに所属する。
- ラミロ・モジャーノ(Ramiro Moyano Joya)…アルゼンチン代表28キャップ、2019年W杯出場。
- スチュアート・マッキナリー(Stuart McInally)…スコットランド代表通算49キャップ、2019・2023年W杯2大会出場。
- ヘンリー・ピルゴス(Henry Pyrgos)…スコットランド代表通算29キャップ、2015・2019年W杯2大会出場。
- ブレア・キングホーン(Blair Kinghorn)…スコットランド代表53キャップ、現在はスタッド・トゥールーザンに所属。
- WP・ネル(WP Nel)…スコットランド代表通算61キャップ、2015・2019年W杯2大会出場。
- リー＝ロイ・アタリフォ(Lee-Roy Eliki Atalifo)…フィジー代表16キャップ、2015年W杯出場。
- ビリアメ・マタ(Viliame Mata)…フィジー代表29キャップ、現在はブリストル・ベアーズに所属。